# Île-prison

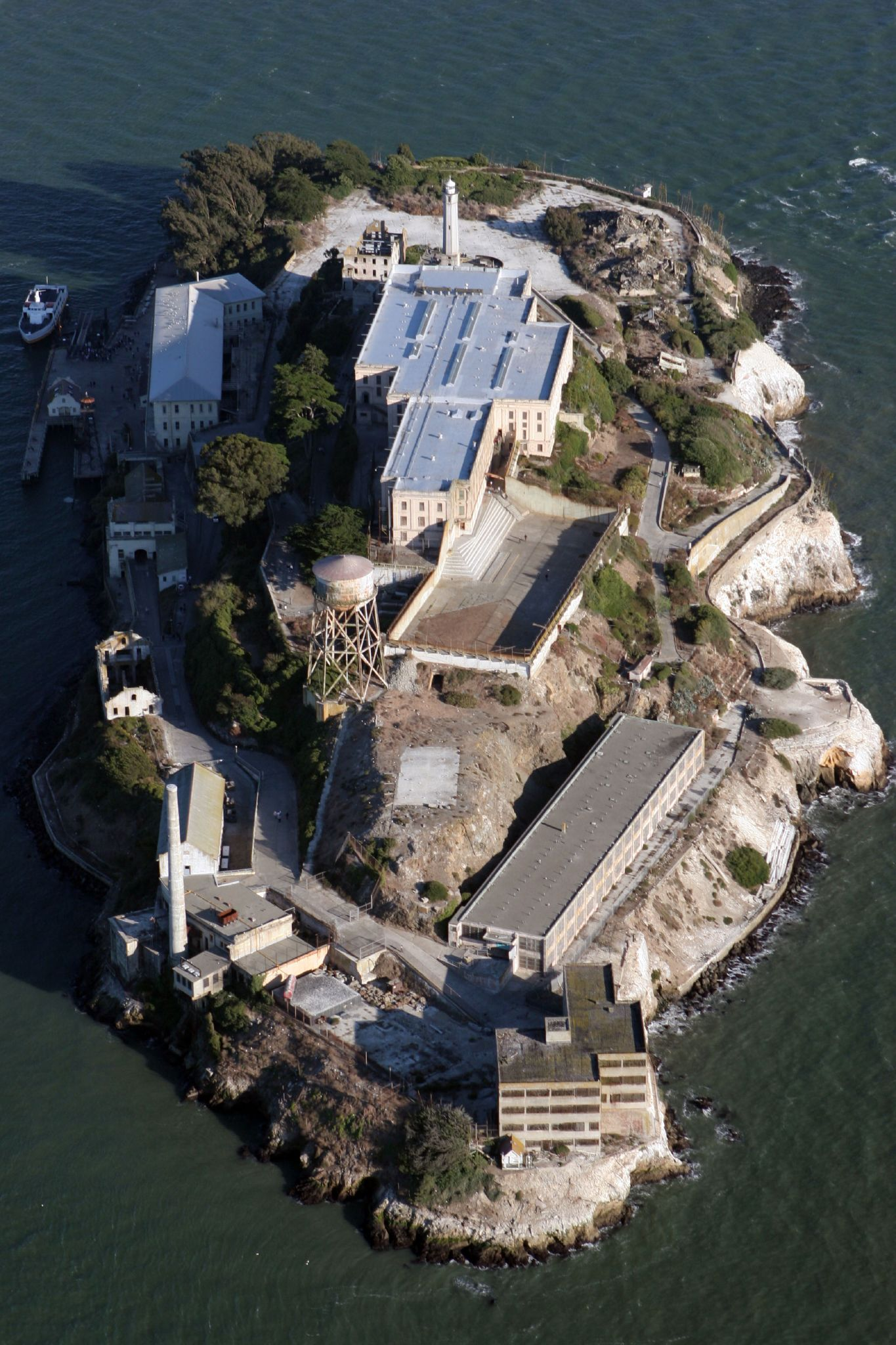
Photographie aérienne de l'île d'Alcatraz dans la baie de San Francisco.

Une île-prison est une île principalement utilisée comme établissement pénitentiaire. Modèle peu conventionnel d'établissement pénitentiaire, il est relativement compliqué de s'en échapper, du fait du caractère insulaire de l'établissement pénitentiaire. En effet, à ce jour, il n'y a que très peu de cas recensés d'évasion d'une île-prison. 
De l’île Sainte-Hélène à île d'Alcatraz, en passant par Robben Island, ces prisons singulières sont réputées pour la dangerosité de leurs détenus.

## Îles-prisons célèbres
- L’île d'Alcatraz, située au large des cotes de San Francisco, fut à l'origine une forteresse militaire puis une prison militaire avant de devenir une prison fédérale. Cette île est maintenant devenue un lieu historique ouvert aux visites du public et un excellent observatoire pour les oiseaux.
- Robben Island au large du Cap en Afrique du sud. Robben Island, inscrite au patrimoine mondial de l'Unesco fut l'unique prison à avoir accueilli trois hommes devenus plus tard présidents : Nelson Mandela, Kgalema Motlanthe et Jacob Zuma, qui sont devenus après leur incarcération, successivement, président d'Afrique du sud.
- Rikers Island, île d'environ 167 hectares, située à New-York.
- L'île Sainte-Marguerite, située en face de Cannes, fut l'un des lieux d'emprisonnement huguenots après la révocation de l’édit de Nantes. Elle abrite aujourd'hui une forêt qui est la seconde plus visitée de France.
- L’île de Changuu (en)[1], au large des côtes de Zanzibar, fut autrefois une prison pour esclaves désobéissants. L'île servit également à l'activité minière et à l'extraction du corail.
- Goli Otok, au nord de la Dalmatie, fut autrefois une prison politique au temps de la rupture entre Staline et Tito. Elle était qualifiée « d'enfer sur terre » et « d'Alcatraz croate »[2] par ses détenus, sûrement en raison de son isolement, de ses dispositifs de sécurité et de ses conditions de détention.
- Långholmen, en Suède, est une île située sur un lac. Autrefois une prison, l'île est désormais reconditionnée en espace touristique[3].
- L'île de Gorgone, située en Italie dans l'archipel toscan, île-prison s'écartant de la simple détention puisque les détenus sont employés par une famille italienne cultivant un vignoble sur l'île même.
- Prison de Bastøy, Norvège, prison de sécurité minimale accueillant à l'heure actuelle 115 détenus.

### Autres exemples
- Hahnöfersand (de), Allemagne
- Château d'If, France
- Makronissos, Grèce
- Mont Saint-Michel, France
- Île de Pianosa, Italie
- Île Coiba, Panamá
- Côn Son et son bagne de Poulo Condor, Vietnam
- Ile El Frontón, Callao, Pérou
- Île Marie Louise, Seychelles
- Dhoonidhoo, Maldives

## Personnalités historiques incarcérées
Notamment, ont été connus pour avoir été détenu sur une île-prison : 
- Nelson Mandela, ancien président du Congrès national africain et ancien président de l'Afrique du Sud. Il fut emprisonné à Robben Island pendant dix-huit ans ;
- Alfred Dreyfus[4], célèbre officier français, fut en détention à l'île de Ré. Il y restera du 18 janvier au 21 février 1895, date à laquelle il est embarqué pour « l'île du Diable », en Guyane ;
- Napoléon 1er fut exilé sur l’île Sainte-Hélène, durant l’année 1815. Il y passera les dernières années de sa vie ;
- Al Capone, figure du crime organisé de Chicago, fut détenu dans la prison d'Alcatraz de 1934 à 1939 ;
- le commandant Jean-Baptiste Chataud fut tenu responsable de la peste qui frappa Marseille en 1720. Il sera alors enfermé sur l'île d'If.

## Îles-prisons dans la fiction

### Littérature
- Château d'If : rendu célèbre par le roman d'Alexandre Dumas, Le Comte de Monte-Cristo
- Azkaban : l’île-prison d’Azkaban est un des lieux les plus connus de la saga Harry Potter, Il s’agit de la prison des sorciers de l’univers imaginé par J.K. Rowling.
- Asile d'Arkham : à la fois prison et asile, Arkham est un lieu fictif de l’univers de DC Comics.

### Cinéma
- Le Prisonnier d'Alcatraz (1962)
- L'Évadé d'Alcatraz (1979)
- Terreur à Alcatraz (1988)
- Meurtre à Alcatraz (1995)
- Shutter Island (2003)
- Mission Alcatraz (2003)

### Séries
- Alcatraz, une série télévisée américaine de 2012

### jeux vidéo
- The Suffering (2004)